# Vlaškovci
Vlaškovci (cyr. Влашковци) – wieś w Bośni i Hercegowinie, w Republice Serbskiej, w gminie Kozarska Dubica. W 2013 roku liczyła 194 mieszkańców.